# Droga krajowa nr 75 (Polska)

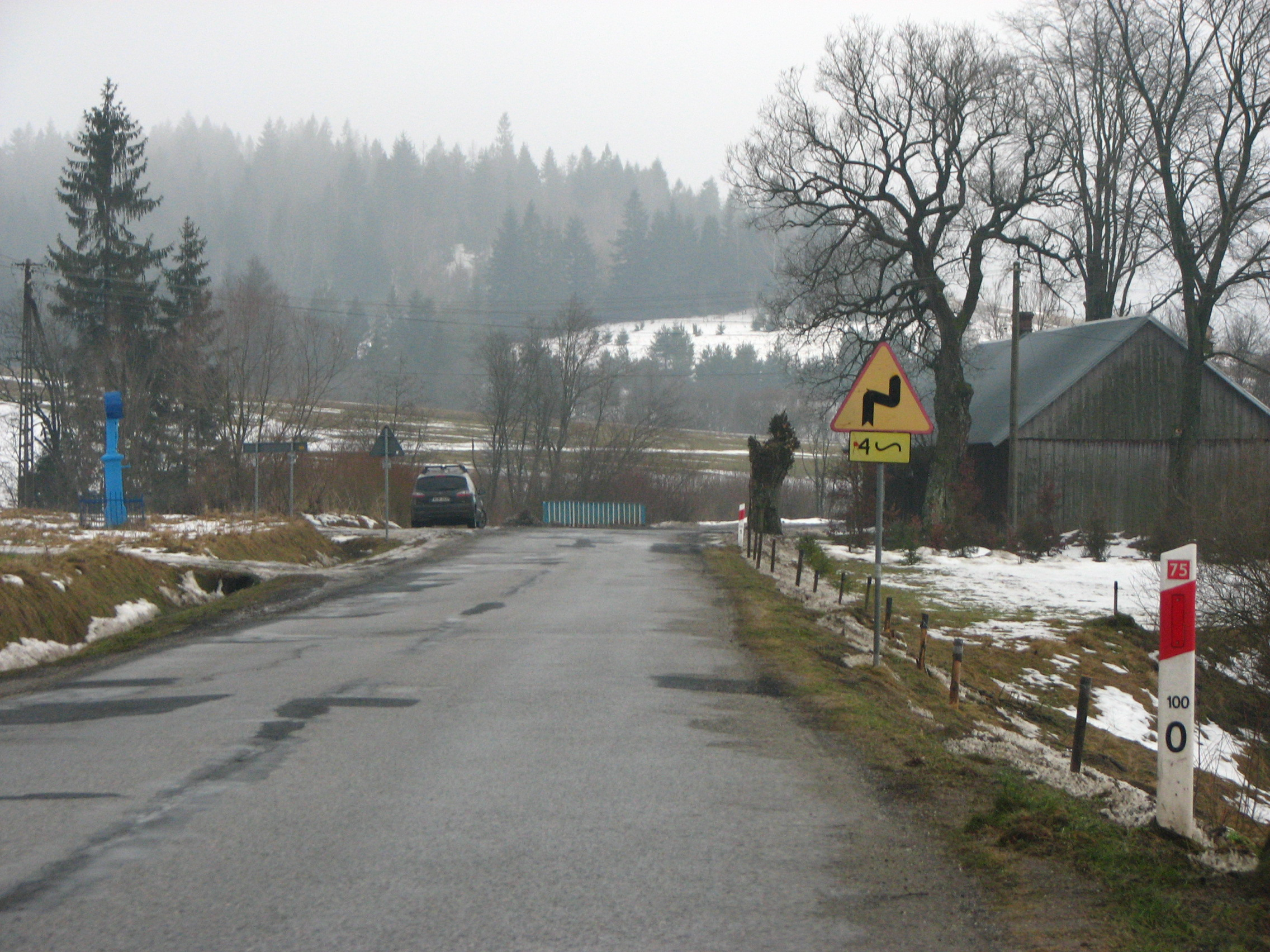
DK 75, wyjazd z Mochnaczki Niżnej w kierunku Tylicza. (styczeń 2009)

Droga krajowa nr 75 (DK75) – droga krajowa klasy GP (główna przyspieszona) oraz klasy G o długości ok. 133 km, leżąca na obszarze województwa małopolskiego. Trasa ta przebiega od skrzyżowania ul. Igołomskiej i Brzeskiej w Krakowie (skrzyżowanie z drogą nr 79) do granicy ze Słowacją w pobliżu miejscowości Muszynka, dawne przejście graniczne Muszynka-Kurov. Na odcinku Nowy Sącz – Brzesko potocznie zwana jest Sądeczanką.
1 stycznia 2006 roku odcinek Krzyżówka – Muszynka został włączony w ciąg drogi nr 75 (poprzednio przebiegała ona od Krzyżówki do Krynicy-Zdroju). Stanowił wcześniej drogę powiatową, został przekazany w zarząd GDDKiA w stanie znacznego zniszczenia i nie posiada parametrów charakteryzujących drogę krajową. W drugiej połowie 2009 roku na tym odcinku wykonana została nowa nawierzchnia. Na odcinku Krzyżówka – Tylicz ograniczono ruch pojazdów o masie pow. 15 ton, a w Muszynce do jedynie 7,5 tony z powodu małej nośności mostów o drewnianej konstrukcji. Przebudowa tego odcinka do klasy GP (główna przyspieszona) przewidziana była na lata 2010–2013.

## Podstawowe informacje

### Rozbudowa do parametrów drogi GP
Pozyskanie decyzji środowiskowej dla budowy i przebudowy drogi krajowej 75 na odcinku Nowy Sącz – Brzesko planowane jest na rok 2020. Po uzyskaniu niniejszej decyzji planowane jest wyłonienie wykonawcy w trybie zaprojektuj i buduj z terminem zakończenia prac projektowych do 2023 roku. W 2024 roku planowane jest uzyskanie decyzji zezwolenia na realizację inwestycji drogowych. Budowa - pierwotnie przewidziana na lata 2026–2029 – prowadzona będzie w latach 2029-2032.

### Łącznik brzeski
I etap tzw. "łącznika" istnieje od maja 2016 r. Jest to jednojezdniowa droga klasy GP o długości ok. 2,1 km. Umowę na wykonanie odcinka podpisano 10 marca 2014 r. z konsorcjum firm: Przedsiębiorstwem Inżynieryjnym „IMB Podbeskidzie” ze Skoczowa, Przedsiębiorstwem Drogowo-Mostowym„ GODROM” z Gorlic oraz Przedsiębiorstwem Drogowo-Mostowym z Dębicy. Koszt budowy wyniósł prawie 44 mln zł.
II etap zakładał powstanie nowej trasy między rondem w Jasieniu na DK94 a drogą krajową nr 75 w Okocimiu. Odcinek ma długość 2993 m. Trasa określana jest mianem łącznika brzeskiego, ponieważ łączy węzeł Brzesko na autostradzie A4 z DK94 i DK75. Planowanym zakończeniem budowy II etapu był lipiec 2024 r., jednak drogę oddano ostatecznie dopiero 24 stycznia 2025.

### Most wKurowie
10 czerwca 2019 podpisano umowę na budowę nowego mostu w Kurowie, koło Nowego Sącza na rzece Dunajec. Budowę rozpoczęto w lipcu 2019 r., natomiast otwarcie obiektu odbyło się 25 października 2021.. Koszt inwestycji wyniósł 189 096 206,12 złotych.

### Klasa drogi
Droga posiada parametry klasy GP na odcinkach:
- Kraków – Niepołomice – Targowisko
- Brzesko – Nowy Sącz – Krzyżówka

oraz klasy G na odcinku Krzyżówka – Muszynka – granica państwa.

### Dopuszczalny nacisk na oś
Od 13 marca 2021 roku na całej długości drogi dozwolony jest ruch pojazdów o nacisku pojedynczej osi napędowej do 11,5 tony z wyjątkiem określonych miejsc oznaczonych znakiem zakazu B-19.

#### Do 13 marca 2021 r.
Wcześniej droga krajowa nr 75 była objęta ograniczeniami dopuszczalnego nacisku pojedynczej osi:
| Znak | Dopuszczalny nacisk | Odcinek                                                                                  |
| ---- | ------------------- | ---------------------------------------------------------------------------------------- |
| DK75 | do 10 ton           | - Kraków (Branice) () – Niepołomice – (węzeł „Targowisko”) - Nowy Sącz () – Krzyżówka () |
| DK75 | do 8 ton            | Krzyżówka () – Tylicz – Muszynka – granica państwa                                       |

## Historia numeracji
W latach 1986–2000 trasa na odcinku Brzesko – Jurków – Nowy Sącz – Krynica posiadała oznaczenie drogi krajowej nr 99.

## Zmiany przebiegu
Do maja 2016 roku droga posiadała odcinek wspólny z drogą krajową nr 94. Obecnie droga krajowa nr 75 biegnie wspólnie z autostradą A4 od węzła Targowisko do węzła Brzesko.

## Miejscowości leżące na trasie 75
- Kraków (Cło) (DK79)
- Niepołomice (DW964)
- Targowisko (DK94, A4)
- Brzesko (DK94, DW768) – obwodnica
- Tymowa (DW966)
- Jurków (DW980)
- Czchów
- Kurów – opodal nowy most nad Dunajcem
- Dąbrowa (DW975)
- Nowy Sącz (DK28, DK87)
- Krzyżówka (DW981)
- Tylicz
- Muszynka
- Łososina Dolna